# Annandale (Escócia)

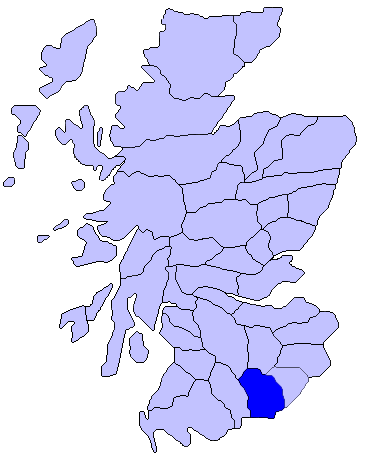
Tamanho e localização APX

Annandale (Gaélico: Srath Anann) é um grande vale na Área de Conselho (ou Council Area) de Dumfries and Galloway, Escócia, nomeado após o Rio Annan. Vai do norte ao sul através das Terras Altas do sul (Southern Uplands), de Annanhead (ao norte de Moffat) a Annan em Dumfries e Galloway no Solway Firth e em seus locais mais elevados ele separa as colinas de Moffat no leste das colinas de Lowther Hills a oeste. Um caminho chamado de Annandale Way de 53 milhas percorrendo Annandale (do início do rio Annan até o mar) foi aberto em setembro de 2009

## História
Annandale era também um distrito histórico da Escócia, limitando Liddesdale ao leste, Nithsdale ao oeste, Clydesdale e Tweeddale ao norte e Solway Firth ao sul. O distrito era parte do Sheriffdom and Dumfries e mais tarde tornou-se parte do Dumfriesshire County of Dumfries, um dos condados da Escócia. A principal reorganização ocorreu durante o Local Government Act de 1889, que estabeleceu um sistema uniforme de conselhos de condado e conselhos municipais na Escócia, reestruturando muitos dos condados da Escócia. É uma de três subdivisões de Dumfriesshire, junto com Eskdale, Dumfries and Galloway Eskdale (anteriormente parte de Liddesdale) e Nithsdale.
É famosa por sua ligação com Ben Jonson e Roberto I da Escócia, esta foi dada a família de Brus por David I da Escócia em 1124, como um dos senhores da fronteira quando David tornou-se David, Príncipe dos Cumbrians. Junto com Carrick, estas terras atuaram como uma barreira entre o senhorio ou o reino quase independente de Galloway e as terras de David de Strathclyde e de Cumbria.

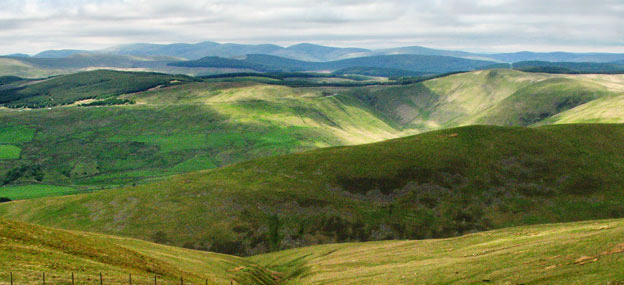
De Hartfell olhando para o oeste a grande bacia entre as colinas que é a depressão Devil's Beef Tub (parte iluminada pelo sol nesta foto) com a colina Annanhead (a nascente do rio Annan) do lado direito da foto sobre o Beef Tub. O vale verdejante do rio Annan (Annandale) pode ser visto no primeiro plano esquerdo. A estrada A701 sobe da esquerda para a direita acima da crista além deste vale, de Moffat a Annanhead, Tweedsmuir e finalmente Edimburgo.